# Koot Hoomi
Koot Hoomi, Koot Houmi, Kuthumi, ou K.H., est, selon la Société théosophique, un maître de sagesse (mahatma) originaire du Cachemire en Inde. 
Il a tenu une correspondance avec Alfred Percy Sinnett et Allan Octavian Hume qui a été publiée et annotée par Curuppumullage Jinarajadasa dans le livre Lettres des maîtres de la sagesse. 
Selon René Guénon : « La question des « Mahâtmas », qui tient une place considérable dans l'histoire de la Société Théosophique et même dans ses enseignements, peut être grandement éclaircie par tout ce que nous avons exposé précédemment. En effet, cette question est plus complexe qu'on ne le pense d'ordinaire, et il ne suffit pas de dire que ces « Mahâtmas » n'existèrent jamais que dans l'imagination de Mme Blavatsky et de ses associés ; sans doute, le nom de Koot Hoomi, par exemple, est une invention pure et simple, mais, comme ceux des « guides spirituels » auxquels il succédait, il a fort bien pu servir de masque à une influence réelle. »
Dernièrement[Quand ?], Kuthumi a été associé[Par qui ?] à des formes de Reiki influencées par les idées et les pratiques de la Société théosophique[réf. nécessaire]. 